# Јаквинта Баријска
Јаквинта Баријска или Јаквинта Дукљанска (друга половина 11. века – прва трећина 12. века) била је српска краљица, супруга краља Бодина, владара Дукље и осталих српских земаља. Била је пореклом из јужне Италије, ћерка Архириза из Барија, вође норманске странке у Апулији. Из њеног брака са Бодином рођена су четворица синова: Михаило, Георгије (Ђорђе), Архириз, и Тома, од којих су двојица - Михаило и Ђорђе, постали владари Дукље.

## Биографија
Према слову Барског родослова, имала је велики утицај на свога мужа, краља Бодина, јер га је навела да убије свога брата Бранислава. Имала је велики утицај и на будућност Војислављевића, али највећа препрека јој је био управо Бранислав. Када га је Бодин убио, почео је да се каје и сахранио га је. Свештеници су све до сахране осуђивали Бодина за убиство Бранислава, како сведочи поп Дукљанин. Након смрти краља Бодина, карљица Јаквинта је постала удовица, а власт је наследио њихов настарији син Михаило II Војислављевић који је убрзо збачен с престола. Разлог је била омраза која је пратила његову мајку, краљицу Јаквинту, а уместо Михаила II постављен је за владара Бодинов брат Доброслав. Убрзо је и Доброслав изгубио власт, након пораза у боју на реци Морачи против војске Кочапара и великог жупана Вукана. На власт је онда дошао краљ Владимир, који се оженио Вукановом ћерком, али је касније ортован од стране краљице Јаквинте. У тровању су учествовали и неки жупани који су били противници великог жупана Вукана. Тада је на власт дошао Јаквинтин млађи син Ђорђе, који се борио против Бранислављевих синова. Краљ Ђорђе је водио рат са њима, али га је Грубеша збацио, а Јаквинту је протерао у Цариград где је и умрла.

## Извори и литература
Извори
- Кунчер, Драгана (2009). Gesta Regum Sclavorum. 1. Београд-Никшић: Историјски институт, Манастир Острог.
- Живковић, Тибор (2009). Gesta Regum Sclavorum. 2. Београд-Никшић: Историјски институт, Манастир Острог.
- Мијушковић, Славко, ур. (1988) [1967]. Љетопис попа Дукљанина (2. изд.). Београд: Просвета & Српска књижевна задруга.
- Mošin, Vladimir, ур. (1950). Ljetopis popa Dukljanina. Zagreb: Matica hrvatska.
- Шишић, Фердо, ур. (1928). Летопис Попа Дукљанина. Београд-Загреб: Српска краљевска академија.

Литература
- Веселиновић, Андрија; Љушић, Радош (2008). Српске династије (2. изд.). Београд: Службени гласник.
- Живковић, Тибор (2006). Портрети српских владара (IX-XII век). Београд: Завод за уџбенике и наставна средства.
- Живковић, Тибор (2006). „Дукља између Рашке и Византије у првој половини XII века”. Зборник радова Византолошког института. 43: 451—466.
- Živković, Tibor (2008). Forging unity: The South Slavs between East and West 550-1150. Belgrade: The Institute of History.
- Ковачевић, Јован (1967). „Од доласка Словена до краја XII вијека”. Историја Црне Горе (PDF). 1. Титоград: Редакција за историју Црне Горе. стр. 279—444.
- Ћирковић, Сима (1981). „Осамостаљивање и успон дукљанске државе”. Историја српског народа. књ. 1. Београд: Српска књижевна задруга. стр. 180—196.
- Fine, John Van Antwerp Jr. (1991) [1983]. The Early Medieval Balkans: A Critical Survey from the Sixth to the Late Twelfth Century. Ann Arbor, Michigan: University of Michigan Press.